# Diocesi di Glandèves

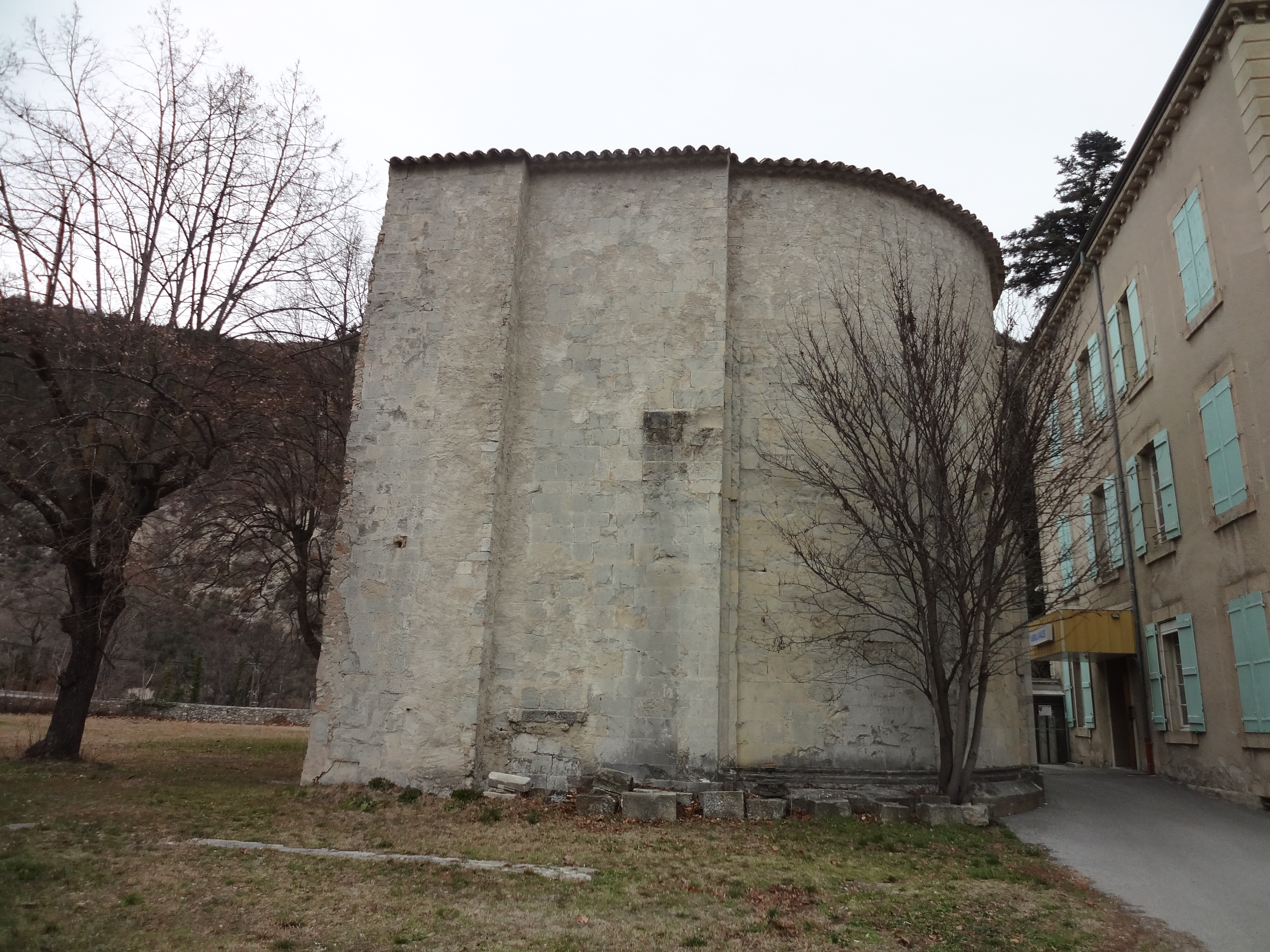
La parte absidale dell'antica cattedrale di Glandèves

La diocesi di Glandèves (in latino Dioecesis Glandatensis) è una sede soppressa della Chiesa cattolica.

## Territorio
La diocesi di Glandèves comprendeva a nord la valle d'Entraunes, l'antica vicaria di Guillaumes; a est la riva destra del Cianino fino alla sua confluenza con il Varo; a ovest le valli del Coulomp e della Vaire; a sud si estendeva sui comuni delle valli della Gironda e dell'Esterone fino al Varo. Confinava con l'arcidiocesi di Embrun e con le diocesi di Senez, Vence e Nizza.
Sede vescovile era la città di Entrevaux, dove fungeva da cattedrale la chiesa di Notre-Dame-de-l'Assomption, consacrata nel 1627 circa, e che fu cattedrale della diocesi dal 1624 al 1801. La precedente cattedrale,  Notre-Dame-de-la-Sed, si trovava nella località di Glandèves: di essa oggi resta solo la parte absidale.
Nel 1770 sono censite 50 parrocchie, suddivise in 7 decanati: Entrevaux, Annot, Guillaumes, Puget-Théniers, Sigale, Chanan e Gilette. Di queste parrocchie, 23 erano nella parte francese della diocesi, mentre 27 appartenevano ai possedimenti sabaudi.

## Storia
La città romana di Glanate, conosciuta con il nome francese di Glandèves, posta sulla riva destra del fiume Varo, divenne sede vescovile già dalla tarda antichità. La sede è menzionata per la prima volta al concilio di Orléans del 541, dove è presente Claudius episcopus civitatis Glannatinae. Essa era suffraganea dell'arcidiocesi di Embrun. Nel V e VI secolo sono noti i nomi di altri tre vescovi di Glandèves, Basilio, Promoto e Agrezio. Poi di questa antica diocesi non si conosce più nulla fino alla fine del X secolo.
I due secoli successivi all'erezione della diocesi non furono dei più tranquilli in quanto le numerose razzie compiute da Burgundi, Franchi e Longobardi gradualmente distrussero la città, che venne saccheggiata anche dai Saraceni attorno al 700 sin quando non vennero scacciati dalla Provenza nel 973 per intervento di Guglielmo di Arles.
Queste distruzioni costrinsero la popolazione ad abbandonare definitivamente Glandèves, che non aveva difese naturali, e a rifugiarsi a Entrevaux, dove, verso il XV secolo, si trasferì anche il capitolo della cattedrale, dopo che l'antica cattedrale di Glandèves venne distrutta in una delle frequenti guerre che in quell'epoca imperversavano in Provenza.
I vescovi avevano abitato dapprima in un monastero benedettino di Glandèves; quando la città fu distrutta posero la loro sede a Briançonnet, Annot, Thorame e persino a Beuil, nella contea di Nizza. Nel XV secolo è documentato che essi risiedevano nella bastidiae Glandatensis; a quest'epoca dunque erano ritornati a Glandèves, ma non seguirono il capitolo dei canonici a Entrevaux, ma rimasero nell'antica città episcopale dove, nella seconda metà del XVII secolo, il vescovo Jean-Dominique Ithier fece costruire un nuovo palazzo come residenza propria.
Tra i vescovi di questa sede ricordiamo Symphorien Bullioud (1508-20), che fu anche ambasciatore di Francesco I di Francia presso papa Giulio II e cappellano dello stesso re di Francia; François Faure (1651-53), valente oratore sacro e poi vescovo di Amiens; e Jean-Baptiste de Belloy-Morangle (1752-55), che fu arcivescovo di Parigi ove morì nel 1808 quasi centenario. Henri-Hachette des Portes, ultimo vescovo di Glandèves, fece adattare a cappella del seminario l'abside e ciò che restava dell'antica cattedrale; il seminario era stato istituito dal suo predecessore Gaspard de Tressemanes.
Dalla fine del XIV secolo, quando il territorio di Nizza entrò a far parte dei possedimenti Sabaudi, la diocesi di Glandèves si trovò divisa tra due Stati, quello francese e quello Sabaudo. Nel 1713 la contea di Nizza divenne parte integrante del regno di Sardegna; nella parte sarda della diocesi, il vescovo era rappresentato da un vicario generale che risiedeva a Poggetto Tenieri e che doveva ricevere il benestare del governo di Torino.
La diocesi era una delle più piccole e delle più povere di tutta la Francia. Secondo una relazione del 1775, i canonici non potevano celebrare l'officio divino nella cattedrale, ma in sacrestia, perché non avevano il denaro a sufficienza per comprare le candele che illuminavano il coro. I vescovi, a causa della loro estrazione sociale per lo più povera e contadina, erano dispensati dall'obbligo del patrimonio ecclesiastico, ossia dal portare con sé, una volta nominati alla sede di Glandèves, il proprio patrimonio personale a beneficio della mensa episcopale.
L'ultimo vescovo di Glandèves, Henri-Hachette des Portes, quando gli fu reso impossibile amministrare la sua diocesi, perché soppressa con la costituzione civile del clero (1790), si rifugiò a Poggetto Tenieri in territorio sabaudo, dove continuò a governare ciò che restava della sua diocesi finché anche quella regione venne occupata dalle truppe francesi (ottobre 1792).
In seguito al concordato tra la Santa Sede e l'Impero Francese, la diocesi di Glandèves venne soppressa da papa Pio VII con la bolla Qui Christi Domini del 15 luglio 1801; il suo territorio venne spartito fra le diocesi di Digne e di Nizza.

## Cronotassi dei vescovi
- Claudio † (menzionato nel 541)[1]
- Basilio † (prima del 549 - dopo il 554)
- Promoto † (menzionato nel 573)
- Agrezio † (menzionato nel 585)
- Guy † (prima del 975 - dopo il 1012)[2]
- Pons I † (prima del 1029 - dopo il 1057)
- Pons II † (? - gennaio 1095 dimesso)
- Pierre I † (menzionato nel 1103)[3]
- Imbert o Humbert † (prima del 1108 - dopo il 1146)
- Isnard o Isoard † (prima del 1159 ? - dopo il 1164)
- Raymond † (menzionato nel 1179)
- Isnard Grimaldi † (menzionato nel 1190)
- Pierre II † (prima del 1213 - 1225 deceduto)
- P. (Pierre o Pons) † (prima del 1238 - dopo il 1245)
- Manuel † (20 settembre 1246 - ?)
- B. (Bertrand ?) † (menzionato nel 1267)[4]
- Guillaume † (? deceduto)
- Anselme Féraud de Glandèves, C.R.S.A. † (1309 - dopo ottobre 1327 deceduto)
- Jacques de Moustiers, O.P. † (24 febbraio 1328 - dopo il 1337 deceduto)
- Hugues † (1º ottobre 1344 - ? deceduto)
- Bernard de Jacques † (18 maggio 1352 - 1365 deceduto)
- Elzéar d'Albe † (7 gennaio 1366 - ?)
- Bertrand Lagier, O.F.M. † (24 gennaio 1368 - 30 maggio 1371 dimesso)
- Jean Vaqueri † (3 ottobre 1375 - 1390 deceduto)
- Herminc de Viscarustède, O.F.M. † (20 febbraio 1391 - ?)
- Jean † (17 dicembre 1404 - ? deceduto)
- Paul du Caire † (27 marzo 1427 - ? deceduto)
- Pierre Marin, O.F.M. † (28 luglio 1447 - ?)
- Jean Inguimbert de Montigny † (27 aprile 1468 - ? deceduto)
- Mariano de Latvo † (15 maggio 1469 - 1493 deceduto)
- Christophe de Latvo † (29 aprile 1493 - 1508 dimesso)
- Symphorien Bullioud † (7 giugno 1508 - 27 dicembre 1520 nominato vescovo di Bazas)
- Philippe du Terrail † (26 aprile 1521 - 1532 deceduto)
- Jacques du Terrail, O.S.B. † (7 febbraio 1532 - 15 maggio 1535 deceduto)
- Louis de Charny † (14 giugno 1535 - 1539 dimesso)
- Imbert Isserand, O.S.B. † (16 giugno 1539 - 1548 deceduto)
- Aimar de Maurigon † (3 luglio 1545 - 10 aprile 1564 deceduto)
  - Sede vacante (1564-1568)
- Ugolino Martelli † (5 luglio 1568 - 1º novembre 1592 deceduto)
- Clément Isnard † (18 agosto 1593 - 1605 dimesso)
- Octave Isnard † (12 gennaio 1605 - 11 novembre 1625 deceduto)
- René Leclerc, O.M. † (7 settembre 1626 - 9 febbraio 1651 deceduto)
- François Faure † (9 giugno 1651 - 23 marzo 1654 nominato vescovo di Amiens)
- Jean-Dominique Ithier, O.F.M. † (13 aprile 1654 - 12 settembre 1672 deceduto)
- Leon Bacoué, O.F.M. † (27 novembre 1673 - 1684 dimesso)
  - Sede vacante (1684-1694)
- Charles de Villeneuve de Vence † (4 giugno 1694[5] - 12 aprile 1702 deceduto)
- César de Sabran † (25 settembre 1702 - 19 giugno 1720 deceduto)
- Dominique Laurent Balbe de Berton de Crillon † (24 settembre 1721 - 28 ottobre 1747 deceduto)
- André Dominique Jean-Baptiste de Castellane † (4 marzo 1748 - 8 settembre 1751 deceduto)
- Jean-Baptiste de Belloy-Morangle † (20 dicembre 1751 - 4 agosto 1755 nominato vescovo di Marsiglia)
- Gaspard de Tressemanes de Brunet † (24 settembre 1755 - 12 settembre 1771 dimesso)
- Henri-Hachette des Portes † (22 giugno 1772 - 1798 deceduto)
  - Sede vacante (1798-1801)